# Dekoa
Dekoa – miasto w Republice Środkowoafrykańskiej w prefekturze Kémo. Miasto jest ośrodkiem administracyjnym podprefektury Kémo. Według danych statystycznych w 2003 r. miasto wraz z całą podprefekturą zamieszkiwało ok. 28 tys. mieszkańców.